# Mont Elbert

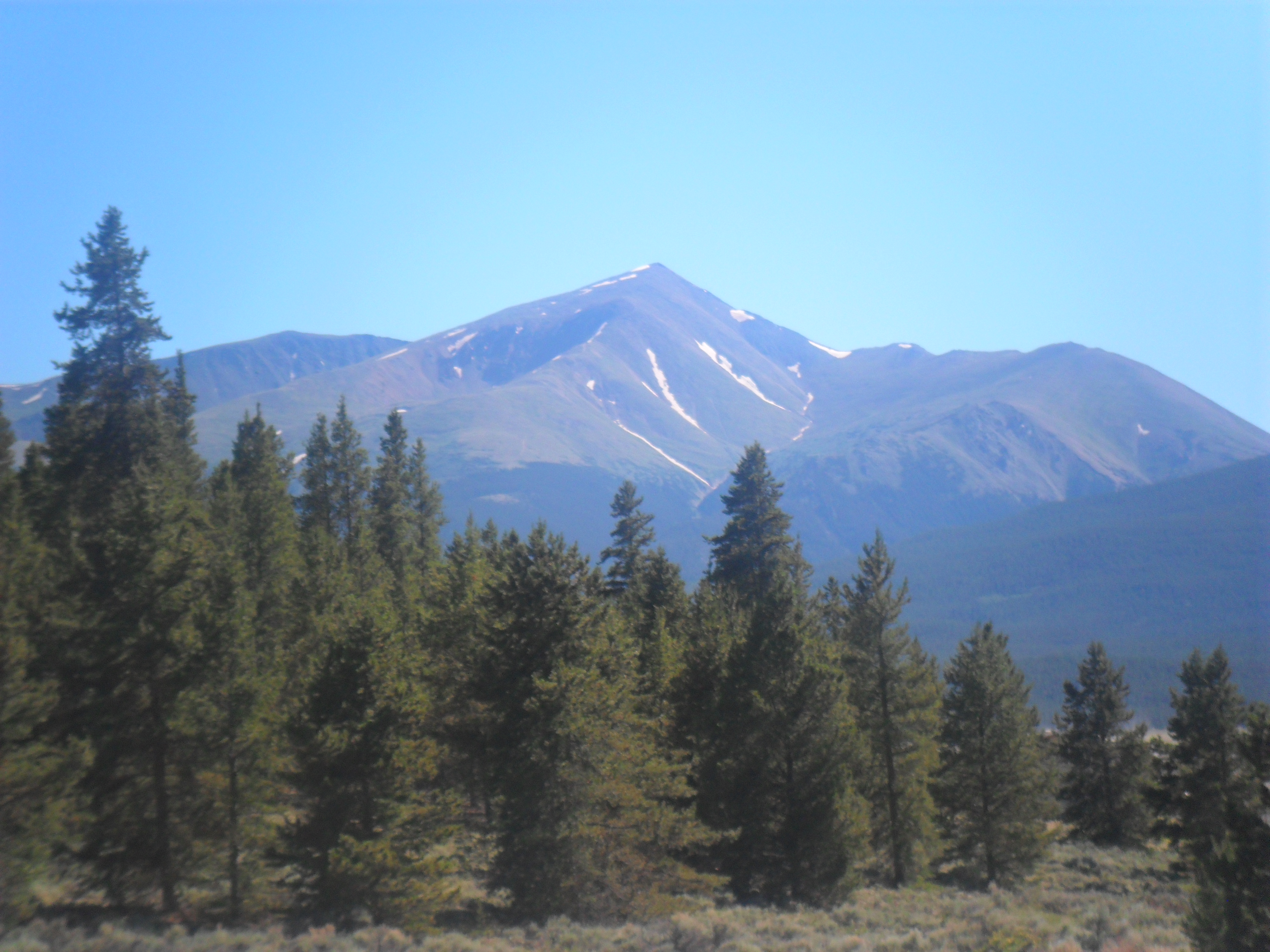
Mont Elbert

L'Elbert és el cim més alt de les muntanyes Rocoses d'Amèrica del Nord, amb 4.401 msnm, és el més alt de tots els quatre mils a Colorado, i el punt més alt de la serralada de Sawatch. Es troba al comtat de Lake, aproximadament a 16 quilòmetres al sud-oest de Leadville. Es troba dins del bosc nacional de Santa Isabel.
La muntanya s'anomena així en honor de Samuel Hitt Elbert, que va actuar en el període de formació de l'estat.
L'Elbert és la segona muntanya més alta dels Estats Units continentals, després del mont Whitney a Califòrnia (4.421 m).
Hi ha tres rutes principals per fer cim, que guanyen totes més de 4.000 metres d'altitud. La ruta més fàcil hi puja des de l'est, des del camí Colorado. El més difícil és el camí Negre del Núvol (Black Cloud Trail), pel qual hom triga de deu a catorze hores, segons la velocitat. Alguns quatre mils propers són el Massive cap al nord i el cim de la Plata cap al sud.